# ميغيل كرسبو
ميغيل كرسبو (بالفرنسية: Miguel Crespo)‏ هو لاعب كرة قدم برتغالي وفرنسي في مركز الوسط، ولد في 11 سبتمبر 1996 في ليون في فرنسا.

## وصلات خارجية
- ميغيل كرسبو على موقع الاتحاد الأوربي (الإنجليزية)
- ميغيل كرسبو على موقع اتحاد تركيا (لاعب) (الإنجليزية)
- ميغيل كرسبو على موقع قاعدة بيانات كرة القدم.إي يو (الإنجليزية)
- ميغيل كرسبو على موقع Soccerway.com (الإنجليزية)
- ميغيل كرسبو على موقع عالم كرة القدم.نت (الإنجليزية)